# Glaucopsyche behrii
Glaucopsyche behrii är en fjärilsart som beskrevs av Edwards 1862. Glaucopsyche behrii ingår i släktet Glaucopsyche och familjen juvelvingar. Inga underarter finns listade i Catalogue of Life.